# Rast (Nevesinje)
Pour les articles homonymes, voir Rast.
Rast (en serbe cyrillique : Раст) est un village de Bosnie-Herzégovine. Il est situé dans la municipalité de Nevesinje et dans la république serbe de Bosnie. Selon les premiers résultats du recensement bosnien de 2013, il compte 139 habitants.

## Démographie

### Évolution historique de la population dans la localité
| 1948 | 1953 | 1961 | 1971 | 1981 | 1991 | 2013 |
| ---- | ---- | ---- | ---- | ---- | ---- | ---- |
| -    | -    | 269  | 244  | 195  | 153, | 139  |

|  |

### Répartition de la population par nationalités (1991)
En 1991, les 153 habitants du village étaient tous serbes.